# Franz Stechow
Franz Stechow (* 7. Februar 1879 in Neustrelitz; † 30. April 1929 in Woldegk) war ein deutscher Lagerhalter und Politiker.

## Leben
Stechow war Lagerhalter in Woldegk. Er war Abgeordneter der SPD im ersten ordentlichen Landtag von Mecklenburg-Strelitz. 